# (14181) Koromházi
(14181) Koromházi, désignation internationale (14181) Koromhazi, est un astéroïde de la ceinture principale.

## Description
(14181) Koromhazi est un astéroïde de la ceinture principale. Il fut découvert le 20 novembre 1998 à Piszkesteto par Krisztián Sárneczky et László L. Kiss. Il présente une orbite caractérisée par un demi-grand axe de 2,72 UA, une excentricité de 0,16 et une inclinaison de 8,9° par rapport à l'écliptique.

## Compléments